# Noritake Takahara
Noritake Takahara, född 6 juni 1951 i Tokyo, är en japansk racerförare.

## Racingkarriär
Takahara körde två gånger i Japans Grand Prix i formel 1. Han körde för Surtees i Japan 1976 där kom på nionde plats och för Kojima i Japan 1977 där han dock tvingades bryta efter en kollision.

## F1-karriär
| Säsong | Stall/Tillverkare | Poäng | Placering |
| ------ | ----------------- | ----- | --------- |
| 1976   | Surtees-Ford      | 0     | –         |
| 1977   | Kojima-Ford       | 0     | –         |